# Nguyễn Kim Cương
Nguyễn Kim Cương (tên khác: Tư Cương) (1906 – 1994) là nhà cách mạng Việt Nam trong thời kỳ kháng chiến chống Pháp và chống Mỹ.

## Thời kỳ đầu
Ông sinh năm 1906 tại huyện Diễn Châu, tỉnh Nghệ An trong một gia đình nho giáo nghèo.
Ông tham gia tổ chức Việt Nam Thanh niên Cách mạng Đồng chí hội từ năm 1926, được gởi sang Trung Quốc dự lớp huấn luyện do lãnh tụ Nguyễn Ái Quốc chủ trì. Năm 1927 ông về nước hoạt động ở Nam Bộ được bầu vào xứ ủy An Nam Cộng sản Đảng.
Tháng 3-1929, Thanh niên Nam kỳ tiến hành Đại hội bầu ra kỳ bộ mới, Nguyễn Kim Cương được bầu chọn cùng với Phạm Văn Đồng, Nguyễn Văn Côn, Trần Ngọc Quế, Trần Ngọc Giải, sau bổ sung Châu Văn Liêm, do Phạm Văn Đồng làm Bí thư.
Sau khi được củng cố, Kỳ bộ đã phát hành được vài số Tạp chí Bôn sê vích và báo Công Nông Binh, do Phạm Văn Đồng và Nguyễn Kim Cương chịu trách nhiệm.
Năm 1930, ông bị bắt ở Sài Gòn đày ra Côn Đảo cùng những nhà cách mạng khác như Phạm Văn Đồng, Nguyễn Văn Phát, Trần Ngọc Quế, Nguyễn Thị Nhỏ . Ở trong tù, ông vẫn tích cực hoạt động tuyên truyền, giác ngộ cách mạng và dạy tiếng Pháp cho các đồng chí khác trong phong trào biến nhà tù thành trường học. Trong số những bạn tù đã tham gia các phong trào hoạt động trong nhà tù Côn Đảo còn có Nguyễn Văn Linh .
Ông lập gia đình với bà Phạm Thị Hồng, là chị gái của bà Phạm Thị Cúc, là anh em cọc chèo với Thủ tướng Phạm Văn Đồng.

## Hoạt động trong Xứ ủy Nam Bộ
Sau năm 1945 ông về Nam Bộ lần lượt giữ các chức vụ Phó Giám đốc, kiêm Bí thư hiệu ủy trường Cán bộ Đảng Cao cấp Trường Chinh và Phó Giám đốc Sở Giáo dục Nam Bộ, Phó ban Tuyên huấn Xứ ủy Nam Bộ.
Năm 1954 làm Bí thư đảng bộ Ban liên lạc Quân sự đình chiến ở Sài Gòn.
Sau đó ông ra miền bắc, năm 1960 làm Thứ trưởng phủ Thủ tướng.
Từ năm 1970 làm Phó Chủ nhiệm Ủy ban liên lạc văn hóa nước ngoài trực thuộc Hội đồng Chính phủ.
Ông mất năm 1994 tại Hà Nội, thọ 89 tuổi.
Ông được đặt tên đường phố tại TP Hồ Chí Minh. 
Tại Quyết định số 67/2000/QĐ –UB ngày 05/12/2000 của UBND TP.Hồ Chí Minh về việc điều chỉnh đổi tên và đặt tên đường mới, nhà nước đã chính thức đặt tên đường Nguyễn Kim Cương có chiều dài 7210m, rộng 30m tại đất thép Củ Chi, TP. Hồ Chí Minh.